# Kriechbaumerella longiscutellaris
Kriechbaumerella longiscutellaris är en stekelart som beskrevs av Qian och He 1987. Kriechbaumerella longiscutellaris ingår i släktet Kriechbaumerella och familjen bredlårsteklar. Inga underarter finns listade i Catalogue of Life.